# Heparinoide
Os heparinoides são glicosaminoglicanos que estão química e farmacologicamente relacionados com a heparina. Eles incluem oligossacarídeos e polissacarídeos sulfatados de origem vegetal, animal ou sintética. Vários estudos científicos foram conduzidos com heparinoides.
Os heparinoides, como a heparina, agem interagindo com proteínas de ligação à heparina, geralmente por meio de interações iônicas ou ligações de hidrogênio. Alguns exemplos de proteínas de ligação à heparina incluem a antitrombina III. Acredita-se que a maior parte da interação da proteína com a heparina não é direta e, em vez disso, a proteína de ligação à heparina realmente interage com as cadeias laterais ou mucinas ligadas ao polímero de heparina, então é possível que heparinoides interajam com essas proteínas de forma semelhante, adquirindo cadeias laterais de GAG in vivo. Um contraexemplo é a proteína quimase, que se liga diretamente à heparina.

## História
A heparina foi isolada pela primeira vez do fígado de cães pelo estudante de medicina Jay McClean em 1916. Jorpes descobriu a estrutura do polissacarídeo heparina em 1935, identificando que é um polímero altamente sulfatado de glicosaminoglicoglicano (GAG) e ácido urônico. Nessa época, a heparina começou a ser utilizada na profilaxia e tratamento da trombose pós-operatória.

## Regulação
Não existe um padrão molecular internacionalmente aceito para a composição da heparina, pois é um polímero complexo de unidades GAG e ácidos urônicos (incluindo ácido D-glucurônico, ácido L-idurônico e D-glucosamina). A posição dos grupos N-acetil, N-sulfato e O-sulfato nesses ácidos urônicos pode variar, assim como os padrões de ramificação da cadeia. Isso gera uma quantidade extraordinária de variabilidade entre as moléculas de heparina.  Os padrões atuais da USP para níveis limite de heparina de contaminação com dermatan, condroitina e sulfato de condroitina supersulfatado, bem como níveis de galactosamina na amostra, conforme determinado por HPLC, H-NMR e cromatografia de troca aniônica forte.